# Il sottomarino fantasma
Il sottomarino fantasma (Mystery Submarine) è un film statunitense di spionaggio del 1950, per la regia di Douglas Sirk.

## Trama
Ambientata nell'immediato dopoguerra, la pellicola narra delle peripezie del dottor Brett Young, un agente operativo della CIA, il cui scopo è cercare di arrestare l'escalation di violenza perpetrata dal comandante Von Molter a capo di un U-Boot tedesco che continua a portare avanti una propria guerra privata contro gli Stati Uniti.
A tale scopo costui cerca di rapire uno scienziato tedesco che collabora con gli americani nel campo delle ricerche sull'atomica. Dopo essersi infiltrato nell'equipaggio del sottomarino, l'agente Young riuscirà a sventare il disegno criminale del comandante tedesco.